# Sieniawa (powiat krośnieński)

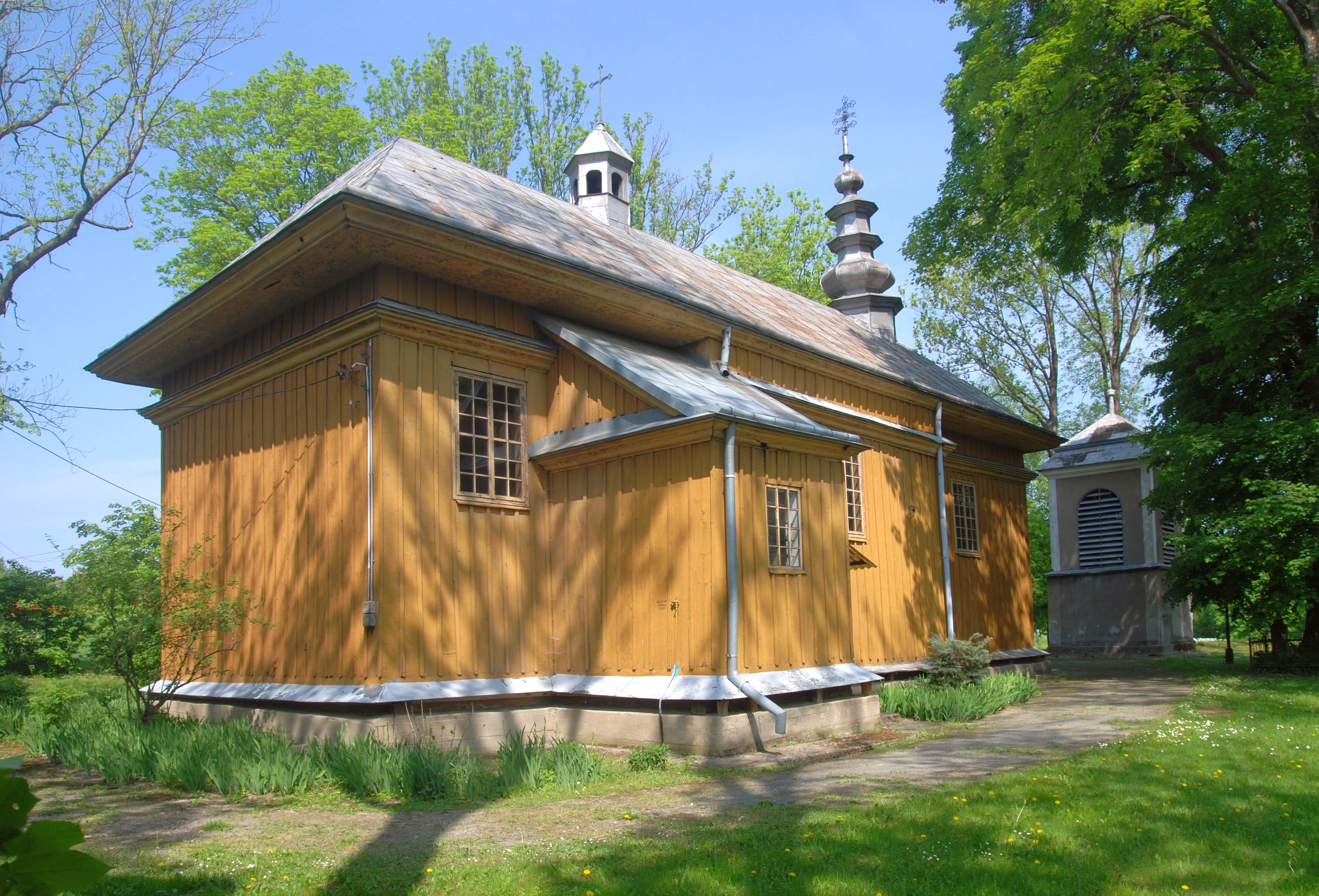
Dawna cerkiew greckokatolicka

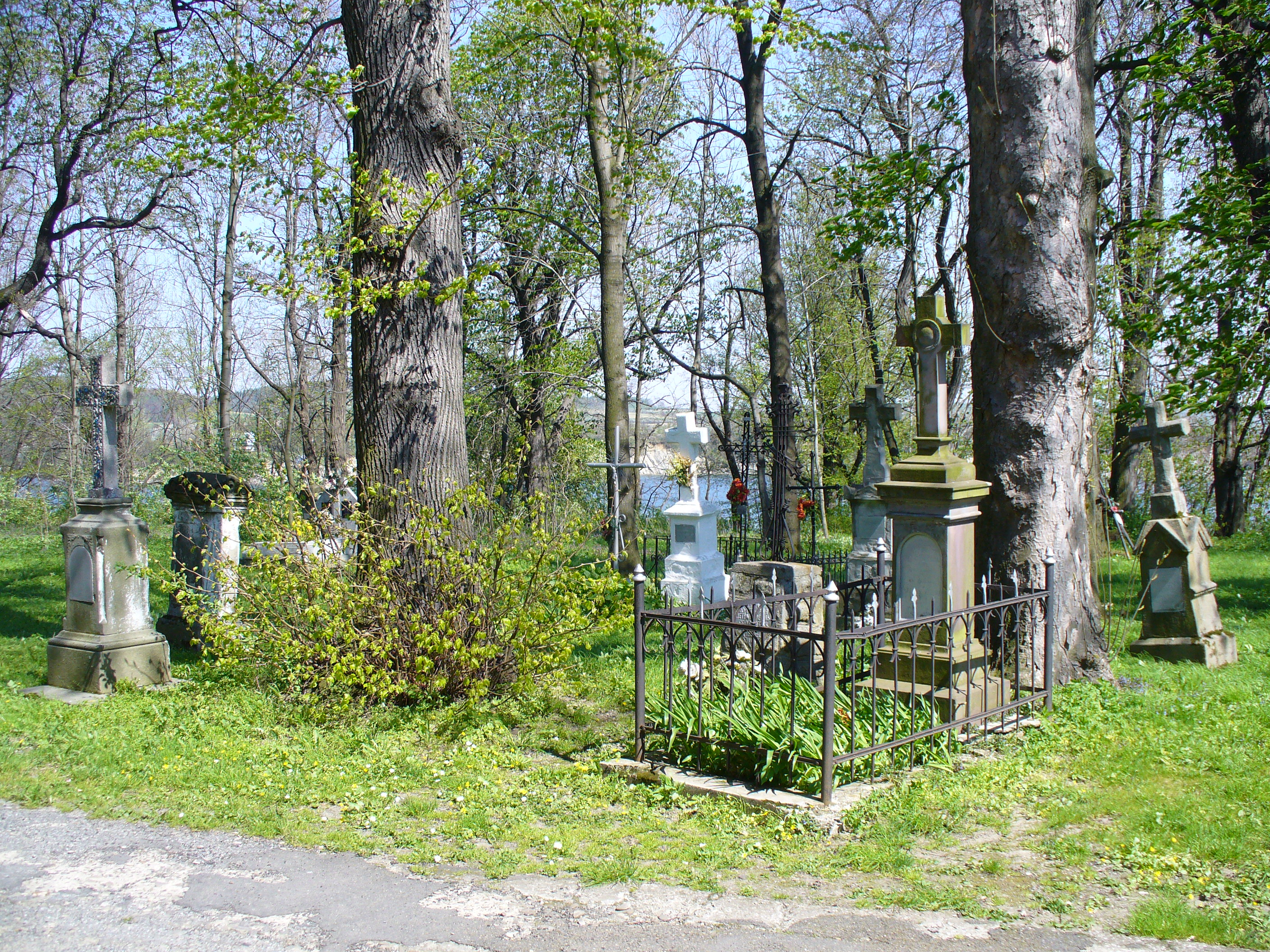
Stary cmentarz przykościelny

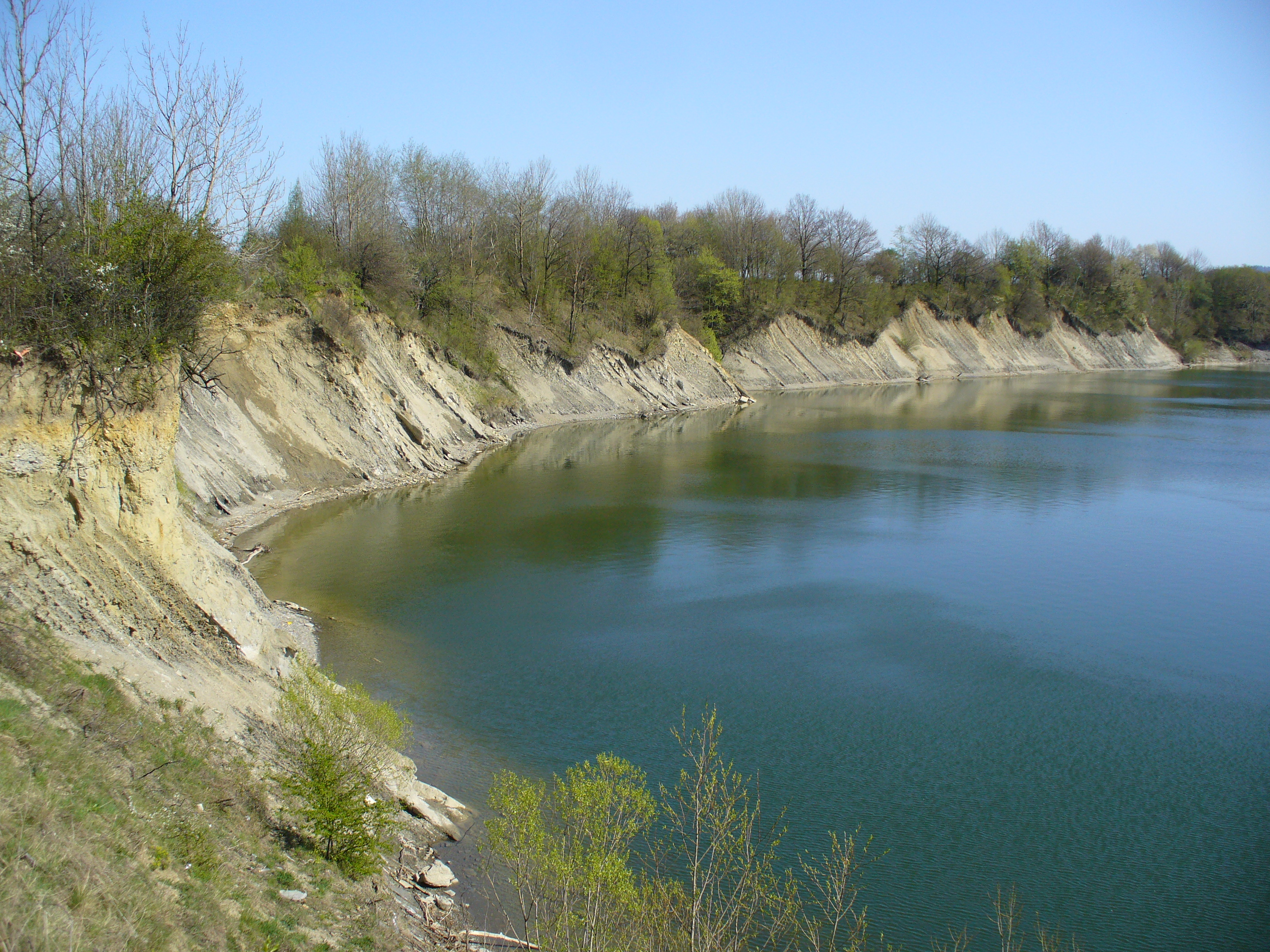
Stromy brzeg zalewu

Sieniawa – wieś w Polsce położona w województwie podkarpackim, w powiecie krośnieńskim, w gminie Rymanów. Leży przy drodze z Rymanowa do Bukowska.
W latach 1975–1998 miejscowość należała administracyjnie do województwa krośnieńskiego.

## Części wsi
| SIMC    | Nazwa        | Rodzaj    |
| ------- | ------------ | --------- |
| 0359037 | Brzeg        | część wsi |
| 0359043 | Gniewoszówka | część wsi |

## Geografia
Wieś położona jest u podnóża Wzgórz Rymanowskich, przy drodze wojewódzkiej 889 z Rymanowa, przez Bukowsko do Szczawnego. Droga ta łączy się z drogą wojewódzką 892 prowadzącą przez Radoszyce na Słowację.
Na terenie wsi znajduje się także zapora na rzece Wisłok, tworząca sztuczny zbiornik Jezioro Sieniawskie o powierzchni 130 ha.

## Historia
Dokumenty wymieniają Sieniawę w 1437 r.
Wieś została założona w roku 1438 i należała do Dobiesława z Sienna h. Dębno, zm. 1440, kasztelana wojnickiego (1411–1433), lubelskiego (1433), sandomierskiego (1435), starosty krakowskiego(1438), uczestnika bitwy pod Grunwaldem i dowódcy oblężenia Malborka, budowniczego nowego zamku w Rymanowie.
W 1441 r., po śmierci Dobiesława, właścicielką Sieniawy została jego żona, Katarzyna Gorajska Oleśnicka, która pisała się już „z Rymanowa”, a następnie właścicielami zostali; syn Andrzej Sienieński (zm. 1494) i wnuk Wiktoryn.
W XVIII wieku Ossolińscy zaangażowani w powstaniu konfederacji, byli właścicielami tej miejscowości i z mieszkańcami wyruszali do boju by bić zaborców.
W dniach 6 i 7 lipca 1768 roku odbył się na polach pomiędzy Sieniawą a Rymanowem generalny zjazd szlachty sanockiej i dukielskiej, który skupił około 6000 ludzi. Ogłoszono akt przystąpienia do konfederacji Ziemi Sanockiej, a na marszałka wybrano Jakuba Ignacego Bronickiego, dziedzica Nowotańca. Spod Sieniawy po złożeniu przysięgi ruszył nowo wybrany marszałek z Konfederatami przez Krosno do Krakowa.
W 1794 Sieniawa została sprzedana przez ówczesną właścicielkę tych dóbr, Teresę z Ossolińskich Potocką, jednemu z byłych przywódców konfederacji barskiej na Podkarpaciu, Michałowi Ostaszewskiemu. Od 1799 roku właścicielką była córka Michała, Anna Ostaszewska (ur. 1768), zamężna za Tomaszem Sikorskim (1743–1808). Po Tomaszu i Marii Sikorskich majętność tę odziedziczyły ich dwie córki: Maria Sikorska, zamężna 1 voto za Rochem bar. Bobowskim (ur. 1796), 2 voto za Henrykiem Wincentym Kurdwanowskim (ur. 1802), i Ludwika z Sikorskich Piotrowska. W 1841 roku Ludwika z Sikorskich Piotrowska zrzekła się swej części na rzecz siostry, Marii. W połowie XIX wieku właścicielką posiadłości tabularnej w Sieniawie była Maria(nna) Kurdwanowska. Po Marii z Sikorskich 1 voto Bobowskiej 2 voto Kurdwanowskiej wieś tę odziedziczyła w 1867 roku jej córka, Wanda bar. Bobowska, zamężna za Eustachym hr. Dembińskim (1802–1878), która z kolei darowała te dobra w 1883 roku swemu synowi, Zdzisławowi hr. Dembińskiemu (1851–1891). W 1891 majątek w Sieniawie zakupił Włodzimierz Gniewosz (1838–1909), syn Aleksandra Gniewosza i Karoliny z Ostaszewskich, który z małżeństwa z Marią Krzeczunowicz miał syna, podobnie jak on o imieniu Włodzimierz (1876–1944) – dziedzica majątku w Sieniawie (w 1911 posiadał 271 ha).
W czasie II wojny światowej tajne nauczanie prowadzono w dworze Poźniaków (który to znajdował się w Głębokiem). Sieniawa poniosła wówczas wielkie straty – wiele domów zostało spalonych (we wrześniu 1944 98 budynków), a ludność wymordowano (37 osób – Sieniawa liczyła wówczas 1047 mieszkańców). We wrześniu 1939 hitlerowcy rozstrzelali dwoje Żydów – Minkę i Markusa Stoffów; w marcu 1943 żandarmi zastrzelili Annę Chomkę z Puław; 14 marca powieszono publicznie na przyszkolnej lipie mieszkańców Głębokiego: Adama Golowskiego i Jana Urbanika, którego powieszono na łańcuchu, gdyż urwał on sznur, na którym został wcześniej powieszony; w czerwcu 1944 gestapo zastrzeliło gospodarza Andrzeja Wacławskiego; w czerwcu 1945 w walkach z UPA zginęło 31 osób i spłonęło 9 domów. 15 września 1944 r. Sieniawę zajęły wojska radzieckie.
Do lat 40. XX wieku Sieniawa była wsią w większości łemkowską. W 1874 r. wybudowano drewnianą cerkiew.
W latach 1971–1978 wybudowano na rzece Wisłok zaporę wodną długości 174 m, szerokości w koronie 9,5 m i wysokości 38 m tworząc, dla celów retencyjno-komunalnych, zbiornik Jezioro Sieniawskie o powierzchni 1,31 km². Poniżej zapory rzeka płynie Jarem Wisłoka.

## Zabytki
- Drewniana cerkiew greckokatolicka pw. Narodzenia Bogarodzicy z 1874 roku (obecnie kościół rzymskokatolicki) i murowana dzwonnica z 1847 r.
- Kapliczki przydrożne (w tym kapliczka konfederacka).

## Ludzie związani z miejscowością
- Michał Ostaszewski – konfederat barski
- Włodzimierz Gniewosz – polityk
- Hryhorij Hanulak – pisarz łemkowski
- Jan Wacławski – działacz polityczny
- Maria Winowska – filolog klasyczny, dziennikarka, pisarka

## Turystyka
Szlaki rowerowe:
- Rowerowy szlak etnograficzny – 31 km. Pętla: Rymanów-Zdrój, Rymanów, Bartoszów, Sieniawa, Mymoń, Pastwiska, Rudawka Rymanowska, Wisłoczek, Rymanów-Zdrój.
- Szlak doliną Wisłoka – 35 km. Pętla: Rymanów, Ladzin, Wróblik Królewski, Wróblik Szlachecki, Milcza, Bzianka, Besko, Mymoń, Sieniawa, Bartoszów, Rymanów.